# (467137) 2016 EP78
(467137) 2016 EP78 es un asteroide perteneciente al cinturón de asteroides, descubierto el 6 de noviembre de 2005 por el equipo Spacewatch desde el Observatorio Nacional de Kitt Peak (Arizona, Estados Unidos).